# Classe Fearless (nave da sbarco)
Realizzate come fulcro delle capacità anfibie inglesi, le 2 unità Classe Fearless, la capoclasse e l'Intrepid, sono state navi del tipo Landing Platform Dock (LPD), ovvero navi da sbarco con bacino allagabile. A questo aggiungevano un ponte di volo ampio per un massimo di 6-7 elicotteri di vario tipo. La sovrastruttura era al centro nave, massiccia e articolata. L'armamento, molto caratteristico, era basato su 2 cannoni Bofors di vecchio tipo L60, e soprattutto 4 lanciamissili quadrupli Seacat contraerei.
Già nel 1981 queste navi erano poste in lista per una radiazione in tempi non molto lunghi, ma la Guerra delle Falklands dell'anno dopo cambiò tutto ed esse si dimostrarono assolutamente decisive. Ovvero, se le portaerei consentivano di sostenere lo sbarco anfibio, le LPD di questa classe lo rendevano pensabile. Stipate di materiali, elicotteri e 1500 uomini, partirono per l'Atlantico del Sud. Benché facilmente individuabili e prive di armi contraeree veramente moderne, non furono mai colpite dagli attacchi aerei argentini, solo una granata d'artiglieria shrapnel cadde a bordo dell'Intrepid facendo 3 feriti. Esse erano certo ben protette dalle altre unità a San Carlos, ma ebbero anche molta fortuna. Tra i servizi resi, il fotografo di bordo scattò oltre 9000 fotografie. La guerra ne confermò l'utilità e ne comportò l'estensione della vita operativa fino al decennio successivo, per poi essere sostituite dalle unità Classe Albion.